# Xbox 360故障問題
微軟公司在2005年11月推出遊戲主機Xbox360後，眾多用戶曾向微軟方面投訴遊戲主機經常出現不同程度的故障，而且機率偏高。有調查顯示，早期版本Xbox360返修率高達68% ，而2007年7月的報告指出故障機率還是有33%。
微軟隨後將遊戲主機三紅故障部份保修期由一年延長至三年，但其他故障問題仍維持在一年保修。微軟聲稱將於新推出的版本主機改進製造工藝。
2009年9月，SquareTrade統計數據最新報告指出，即使完全忽略三紅問題只計算其他故障，Xbox360的故障率仍然遠超過Wii與PS3。

## 三紅燈警告

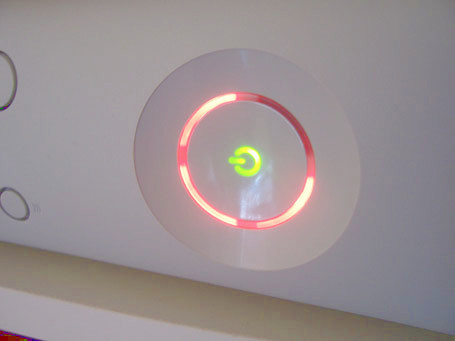
三個紅色燈光形成一個環形，綽號為「三紅」（Red Ring of Death）。

三红灯和其它警示灯的定义

三紅燈警告美國及歐洲用戶稱之為RROD「The Red Ring of Death」（死亡的紅色光環） , 中國大陸、香港以及台灣地區玩家稱之為「三紅」或「死亡紅環」，是指在Xbox360發生異常情況時圍繞電源按鈕的四盞指示燈其中三盞閃爍紅燈，機器無法運行，只能送還微軟進行維修。

### 故障原因
雖然三紅燈問題非常頻繁，即使用戶向微軟更換多次遊戲主機，但每隔一段時間皆會再度出現此問題；玩家對此進行多次維修，問題仍然無法解決。但微軟直到2021年11月前仍未公布故障原因。2021年12月，微软在纪录片《开机：Xbox 的故事》（Power On: The Story of Xbox）的第五集中公布了三红问题的真正原因——图形处理器焊接处脱离：玩家频繁地开关机，致使连接图形处理器与主板的焊接球在频繁的遇冷和受热中失去支撑力，最终导致机器崩溃。
此前民間認為三紅燈出現的原因有以下幾種：
過熱
過熱是遊戲配件產品製造商Nyko認為Xbox360主機發生三紅燈警告的主要原因，也有人指出因為Xbox 360機能不足所以長期開機超頻引致過熱。
此問題出現全系列Xbox 360遊戲主機中。當主機運行時，主機內部圖形處理器發出大量熱量， 而散熱風扇的速度已經無法把全部熱空氣抽離，導致主機板暴露在高溫情況下所的膨脹變形，一旦主板發生變形，CPU處理器和GPU圖形處理器與主板的銲接處脫離，引起主機工作異常，從而導致三紅燈警告的出現。
也有人認為，造成圖形處理器與主板銲接處脫離，原因在於在製造時，處理器銲接存在縫隙，導致大量氣體流入縫隙中，使焊點熔點下降，使處理器脫焊。高溫也會帶來金屬疲勞裂紋，以及散熱風扇長期處於全速狀態帶來的巨大噪音。（此观点后被官方确认为是真正原因）
劣質浪湧保護插座
微軟員工私下對三紅燈警告的解釋原因歸咎於玩家在使用Xbox360主機時使用劣質的浪湧保護插座，因為Xbox360各部分元件對電流的改變十分敏感，而使Xbox360中的散熱風扇、光碟機等工作能力減弱，導致三紅等現象出現。而大部分人士對微軟此說法產生質疑，一般浪湧保護插座中，限流二極管會對所流經插座的電流進行限制，一般會將其限制在安全的範圍內，而不會控制Xbox360主機工作電流的大小，若Xbox360的變壓器缺陷而無法處理電流的浮動，便有可能出現三紅燈現象問題。
變壓器工作異常/電流異常
若主機在啟動時變壓器工作異常，或者主機所處電壓異常，都會導致主機顯示三紅警示燈出現，一般重新拔出變壓器插頭並再次插入即可解決。

### 更新主機
2007年初，微軟公司暫停Xbox360主機的生產，重新設計主機。2007年10月，新款Xbox360主機推出，CPU的製造工藝從90納米改良至65納米，三紅燈故障機率大幅降低。2008年10月，Xbox360主機再次更新，GPU的製造工藝亦改良至65納米。至此三紅燈故障問題基本解決。

## 三紅以外問題
除了三紅以外，Xbox360 還存在多個其他重大問題：

### 劃傷遊戲光碟

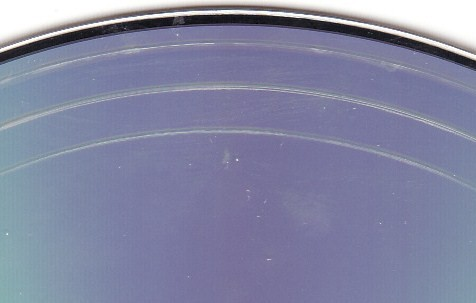
被Xbox 360划伤的光碟

2005年底，即Xbox 360發售開始不久，大量用戶向微軟方面反映，當主機在運作中稍有移動，或散熱風扇速度過快產生振动，光碟機將對光碟造成不同程度損壞，嚴重者會造成主機無法讀取光碟中遊戲文件資料，而遊戲光碟刮傷是不包括在保修之中。有報導稱，根據對微軟方面有關刮碟現象的訴訟文件中指，在2005年9月至10月，微軟在開發Xbox360時已發現此問題，最後微軟僅在遊戲說明書以及光碟機托盤中加入警示標語：「當進行光碟遊戲時，請勿移動主機」。另有訴訟文件中稱，Xbox360主機在運作時，光碟機轉動速率達每分鐘7500轉，所產生的回轉力有可能損壞光碟。但微軟方面自稱Xbox360刮碟機率不到1%。

### E代碼故障

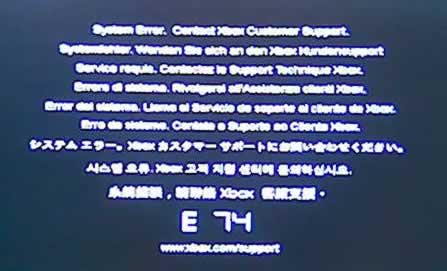
图为E74故障示例

E代碼故障是指在Xbox360主機中出現故障的代碼，一般以E（Error）和兩位數字形式顯示，其中E74故障較為嚴重。一般出現在2007年推出的帶HDMI端子的Xbox360系列主機中，當故障發生時，遊戲視頻輸出畫面發生異常，產生噪聲或條紋，而主機環繞電源按鈕的四盞指示燈其中閃爍一盞紅燈，而系統屏幕顯示「E74 系統錯誤，請聯繫Xbox客戶支持」。有消息稱E74故障的產生是三紅燈警告故障顯示的另一種形式。而微軟方面指，出現E74故障的成因，是因為在2008年11月19日的系統更新中，加入Xbox Experience的新界面設計，而加大負責HDMI信號輸出的ANA/HANA芯片工作負荷，而產生E74故障。隨後微軟被迫將E74故障也跟三紅列入三年保固條例中。

### 風扇噪音
Xbox 360因為風扇長期處於全速狀態，相比起競爭對手Wii與PlayStation 3，Xbox 360的風扇的聲音非常巨大，有用戶更認為此噪音像飛機起飛一樣。

### 主機識別號封鎖
在Xbox360推出市場後，有黑客曾通過篡改主機光驅固件和安裝直讀芯片等方法，繞過Xbox360主機正版驗證機制而讀取盜版光盤。部分玩家甚至使用此類主機登陸Xbox Live伺服器。2007年5月17日，微軟開始大量封鎖所有曾經對Xbox360作出改裝的用戶Xbox Live服務，封鎖其機身識別號使其無法登陸Xbox Live（即俗稱「Ban機」或「鎖機」）。而被封鎖主機識別號的用戶將不能享受Xbox360的質保服務。而經過2009年11月更新後，微軟開始擴大封鎖範圍，被封鎖後的主機均不能使用硬碟啟動遊戲，但在12月被黑客破解封鎖。然而部分盜版玩家仍未被封鎖，有人認為微軟盜版監察機制上存在漏洞。

## 訴訟
有媒體報導稱，早在Xbox360主機發售前，微軟方面已經獲悉主機圖形處理器散熱方面設計有缺陷，但仍然推出市場。2005年12月，一名芝加哥男子對微軟提出訴訟，指Xbox360主機存在設計缺陷，可能導致系統過熱而無法使用，要求微軟對此作出賠償、支付訴訟支出以及更換或回收Xbox360主機。2007年7月，微軟方面宣佈，自購買之日起算，所有Xbox360主機在3年內發生三紅燈警告故障，將提供品質保固服務。

## 批評
Xbox360從發售之初至今，故障問題一直十分嚴重。2005年8月，在Xbox360開發初期，已經有業內人士發現Xbox360出現問題，在試產階段，超過68%的Xbox360無法正常運行，在第一批三核處理器的Xbox360試產時，只有16%的主機能正常運行，但微軟堅持將擁有缺陷的Xbox360主機推出市場，導致微軟付出近10億美金處理此問題。

## 虧損
有報告指出微軟花費了超過30億美元（約233億港幣、975億新台幣、205億人民幣）在回收及修理出現問題的XBOX 360。

## 保修時間
三紅及E74問題微軟會提供三年保修，但所有其他主機問題，只提供一年保修。遊戲光碟劃傷微軟並無提供任何保修。
有玩家指出Wii與PS3壞機率為低於1%保養1年，而Xbox 360壞機率33%，所以照道理應該因應三紅問題而保養33年。

### 民間的防止三紅法
1. 每開啟主機運行遊戲一小時，必須關機10分鐘以冷卻主機板。
2. 遊戲光碟剛從機內取出，請等其冷卻後再收納遊戲盒子中。
3. 夏天的時候最好不要開啟主機，即使房間有空調也要注意每小時關機10分鐘。
4. 一天內絕對不能運行超過5小時。
5. 加裝水冷散熱器。
6. 打直放主機有效散熱，但會引致光碟刮傷。[10]
7. 弄個風扇罩在散熱孔外強制抽風，至少壓制10度左右，風扇記得外接電源，關機時繼續抽取10分鐘，以延長主機壽命。
8. 在主机底下开一个洞，可以让风道增大